# 金門大學 (美國)
金門大學（英語：Golden Gate University，簡稱GGU），是位於美國加利福尼亞州的一所私立大學，也是西部學校和學院協會、美國法學院協會成員之一。於1901年始建於美國舊金山，主校區位於舊金山金融區，其它校區於加州矽谷及華盛頓州西雅圖。聞名於會計、法律、稅務、與商業學的教研，這間學校的課程是為了讓學生能與真實世界做連接，且教育學生在順息萬變的金融市場上有競爭的能力。並且這間學校有在星期六上課的企管碩士課程。此外，這間學校也提供網路遠距教學。

## 學校簡介

### 認可機構
- 美國教育部。
- 台灣教育部。
- 中國教育部。
- 美國律師公會。[1]

### 師生比例
金門大學的學生平均年齡是34歲；有12％是國際學生；師生比例為1:17。

### 學校排名
- 《TaxTalent》，2016年美國最佳稅務碩士課程的大學，排名第1。[3]
- 《華盛頓月刊》，2016、2017、2018、2019年美國最佳的成人學習大學，排名第1。[4]
- 《College Factual》，2022年美國最佳稅務學院的大學，排名第4。[5]
- 《美國新聞與世界報導》，2023年美國最佳稅法研究生課程的大學，排名第82。[6]

## 知名校友
- 朱李月華（BA）
- 漢娜·湯普森（JD）
- 巫一毛（MBA）
- 林光詩（MBA）
- 瑪麗·林（英语：Mary Hayashi）（MBA）
- 麥可·T·佛林（MBA）
- 格倫·斯科菲爾德（MBA）
- 潘麗萍（MBA）
- 赫伯特·卡萊爾（MBA）
- 馬世雲（MST）
- 焦佑衡   (MBA)

## 外部連結
- 金門大學官方網站 （页面存档备份，存于）